# Weißfüßige Schmalfuß-Beutelmaus

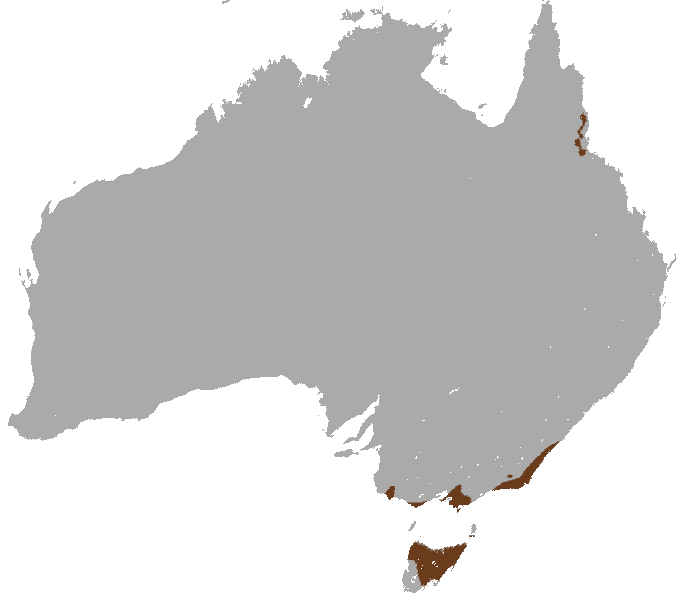
Verbreitungskarte von Sminthopsis leucopus

Die Weißfüßige Schmalfuß-Beutelmaus (Sminthopsis leucopus) ist eine Beutelsäugerart aus der Gattung der Schmalfuß-Beutelmäuse, die in Australien endemisch ist. 

## Beschreibung
Die Gesamtkörperlänge dieser Art beträgt 140 bis 200 mm, wobei der sehr dünne Schwanz 70 bis 110 mm davon ausmacht. Das Gewicht variiert zwischen 19 und 27 g. Das Rückenfell ist dunkelbraun, ein schwarzer Streifen verläuft über die Oberseite. Der Bauch ist ebenso wie die Pfoten weiß.

## Verbreitung und Lebensraum
Das Verbreitungsgebiet von Sminthopsis leucopus ist auf Tasmanien und auf den Süden Australiens beschränkt. Die Art lebt entlang der Küste, in gemäßigten Regenwäldern, im Inneren von Gippsland und in alpinen Gebieten in bis zu 400 m Höhe in der Nähe von Narbethong in Victoria. Sie besiedelt damit Gebiete mit einem Jahresniederschlag zwischen 600 und 1000 mm. Im Gegensatz zur Dickschwänzigen Schmalfußbeutelmaus bewohnt sie auch Gegenden, die zu einem großen Teil bewaldet sind. Weitere Lebensräume sind an der Küste gelegene Tussock-Graslandschaften, Seggenrieder und feuchte Heidegebiete. Die Reviere der Männchen und Weibchen beanspruchen eine Fläche von etwa 120 m², einige Männchen eignen sich Gebiete mit bis zu 1200 m² an. Die Reviere der Männchen überlappen oft die der Weibchen.

## Verhalten
Die Paarungszeit liegt zwischen Juli und August, Junge werden zwischen August und September geboren. Die Männchen sterben etwa einen Monat nach der Geburt der Jungen. Die Weibchen werfen meist nur einmal im Leben. Die Wurfgröße beträgt etwa zehn Junge, die acht Wochen lang im Beutel bleiben. Die Art ist nachtaktiv. Während des Tages verharren die Tiere in hohlen Bäumen und verfaulten Baumstämmen.

## Ernährung
Die Nahrung besteht aus Wirbellosen und Reptilien von 1 bis 18 mm Länge.

## Bedrohung
Der derzeitige Status ist ungewiss, allerdings wird angenommen, dass die Art eher nicht gefährdet ist, da sie in vielen verschiedenen Lebensräumen vorkommt.